# チョコレート・ヴァンパイア
『チョコレート・ヴァンパイア』は、くまがい杏子による日本の漫画作品。『Sho-Comi』（小学館）にて、2016年20号から2021年24号まで連載。略称は「チョコヴァン」。ヴァンパイアと契約を結んだ人間とヴァンパイアによる恋愛が描かれる物語。2022年2月時点でシリーズの部数が270万部を突破している。作者のくまがいにとって、2022年時点で最長連載である。

## 沿革
連載開始前、『Sho-Comi』2016年19号にて本作のプロローグを掲載。プロローグでは「世界観を少しだけ公開」するような内容が描かれている。同誌同年20号より連載を開始。連載開始後、同誌のアンケートで1位を獲得した。
2018年5月19日発売の同誌12号にて、初のドラマCD化を果たす。ドラマCDでは作者のくまがいが監修した「雪と千代の休日の様子」を描いたオリジナルストーリーの内容となっている。同年5月25日に発売された単行本第6巻にもドラマCD付属の特別版が展開され、こちらでは「千代が、篝月兄弟とともに事件の謎を追う」内容となっている。2019年2号の付録でも千代が日葵にクリスマスプレゼントを贈る内容が描かれたドラマCDが付属し、同年12月26日に発売された第8巻のドラマCD付属の特別版では「篝月兄弟と千代が訪れた避暑地のコテージで、白銀兄妹と遭遇する」内容となっている。
2019年1月、本作初の小説を刊行。同年3月20日発売の『Sho-Comi』8号ではDVDが付属し、同誌の作品のムービーコミックが収録され、本作も参加している。同年6月26日に発売された第10巻のドラマCD付属の特別版では日葵がさらわれた内容、同年7月5日発売の『Sho-Comi』15号付属のドラマCDでは「激闘！ VS東雲学園」の内容で、いずれもくまがい監修によるオリジナルストーリーが描かれている。
2021年11月19日発売の『Sho-Comi』24号にて連載を終了。完結を記念して、同号では企画が展開された。同年12月20日発売の同誌2022年2号と2022年1月5日発売の3・4合併号では、ボイスドラマなどを視聴可能なカードを付属。ボイスドラマではそれぞれ「篝月家のお茶会編」と「千代と雪の結婚式編」の内容が描かれている。

## 登場人物
声の項はドラマCDの声優。
美崎 千代（みさき ちよ）
声 - 清水彩香
本作の主人公。篝月雪と紅血の契約を幼いころにしている。そのため、雪の高い身体能力が入っていてとても素早く、雪といつもバトルなどをしている。ちょっと恋愛系に対して鈍く、キスされそうになっても気がつかないほどである。最初の方は雪とあまり心を通わせてなくキスを拒んでいた。途中からあまりそういうことはなくなったが、しばしバトルなどは多い。あとから皇妃と白銀のハーフでダンピールということが分かっている。
篝月 雪（かかりつき せつ）
声 - 堀江瞬
美崎千代と紅血の契約を幼いころにしている。千代とよくバトルする。篝月兄弟の末っ子で、四男。一巻時点で、篝月兄弟の中で一人だけ中学生。紅血の契約により千代に命令してそれを千代が無意識に実行できる。千代はそれをあまり好んでいない。千代とは裏腹に雪は千代のことが幼いころから好きである。途中千代が、ダンピールということが分かり、雪もその能力を使える。結構煩悩な人である。
篝月 霞（かかりつき かすみ）
声 - 野島健児
篝月家の長男。美食家で、上質な女の子の血をよく飲む。
篝月 雷火（かかりつき らいか）
声 - 森嶋秀太
篝月家の次男。味覚オンチで、色々な女の子の血が飲める。
篝月 霖（かかりつき りん）
声 - 田所あずさ
篝月家の三男。千代と同じクラス。ある事情により生きている人間の血を飲めないため輸血派。
白銀 紅（しろがね こう）
声 - 小松昌平
白銀家の長男。
白銀 菫（しろがね すみれ）
声 - 大地葉
白銀家の長女。
美崎 日葵（みさき ひまり）
声 - 田所あずさ
千代の妹。
領雅
声 - 杉山紀彰
冬伽（とうか）
声 - KENN

## 用語
紅血の契約（アーティクルブラッド）
ヴァンパイアの血と契約する人間の血を交換してできる契約。契約した、ヴァンパイアは契約した人間の血以外飲めない。逆に契約した人間は契約したヴァンパイア以外に血をあげられない。そして、人間とヴァンパイアの血を交換するため人間とヴァンパイアは相手の能力を一部使うことができる。ただし、同じ家系の人とはできない。

## 制作背景
『あやかし緋扇』で和を、『片翼のラビリンス』でタイムリープを描いたくまがいは、「次は西洋っぽいものを描こう」と考えた中でヴァンパイアが浮かんだ。「すごくメジャーなジャンル」であるため、「ホントに私が描いていいのかな？」とくまがいは思ったが、ヴァンパイアものについて、吸血行為を善として描いているが、人間の血液がなければ死ぬため不便であり変だと考えたため、描くことにした。それまでくまがいは「ヴァンパイアものにハマってこなかった」ため、ジャンルにとらわれずに自身の解釈で描いている。
雪はくまがい作品で初の年下の男の子キャラクターである。子どものころに『名探偵コナン』の江戸川コナンにハマったくまがいは「半ズボンキャラが大好き」で、「年下男子はずっと描きたかった」と話している。
「服もややこしいのが多いし、アクションシーンもたくさんあったので血もいっぱい描かなければならない」ため、描くのに苦労したのは白銀編だという。

## 評価
アニメ!アニメ!による「アニメ化してほしいマンガは？（2022年上半期）」では4位を獲得。

## 書誌情報

### 漫画
- くまがい杏子『チョコレート・ヴァンパイア』小学館〈Sho-Comiフラワーコミックス〉、全18巻
  1. 2017年1月26日発売[5][8]、ISBN 978-4-09-139149-0
  2. 2017年4月26日発売[24]、ISBN 978-4-09-139346-3
  3. 2017年7月26日発売[25]、ISBN 978-4-09-139480-4
  4. 2017年10月26日発売[26]、ISBN 978-4-09-139746-1
  5. 2018年1月26日発売[27]、ISBN 978-4-09-870001-1
  6. 2018年5月25日発売[28]、ISBN 978-4-09-870088-2
    - ドラマCDつき特別版 同日発売[10][29]、ISBN 978-4-09-943017-7

  7. 2018年9月26日発売[30]、ISBN 978-4-09-870221-3
  8. 2018年12月26日発売[31]、ISBN 978-4-09-870297-8
    - ドラマCDつき特別版 同日発売[12][32]、ISBN 978-4-09-943036-8

  9. 2019年3月26日発売[33]、ISBN 978-4-09-870383-8
  10. 2019年6月26日発売[34]、ISBN 978-4-09-870483-5
    - ドラマCDつき特別版 同日発売[16]、ISBN 978-4-09-943051-1

  11. 2019年10月25日発売[35]、ISBN 978-4-09-870702-7
  12. 2020年3月26日発売[36]、ISBN 978-4-09-870718-8
  13. 2020年6月26日発売[37]、ISBN 978-4-09-871047-8
  14. 2020年10月26日発売[38]、ISBN 978-4-09-871136-9
  15. 2021年1月26日発売[39]、ISBN 978-4-09-871223-6
  16. 2021年4月26日発売[40]、ISBN 978-4-09-871329-5
  17. 2021年8月26日発売[41]、ISBN 978-4-09-871448-3
  18. 2022年2月25日発売[6]、ISBN 978-4-09-871614-2
    - ドラマCD＋ポストカードブック付特別版 同日発売[21]、ISBN 978-4-09-943103-7
- くまがい杏子『チョコレート・ヴァンパイア 6.5 公式ファンブック』小学館〈Sho-Comiフラワーコミックス〉、2018年7月26日発売[42][43]、ISBN 978-4-09-870225-1

### 小説
- くまがい杏子（原作・イラスト）・都築奈央（著）『チョコレート・ヴァンパイア 〜黒百合家の秘密〜』小学館〈フラワーコミックススペシャル〉、2019年1月25日発売[13]、ISBN 978-4-09-870415-6
単行本第6巻特別版のドラマCDを小説化[13]。
- くまがい杏子（原作・イラスト）・都築奈央（著）『チョコレート・ヴァンパイア 〜ロギオス伯爵と傀儡の宴〜』小学館〈フラワーコミックススペシャル〉、2020年3月26日発売[44]、ISBN 978-4-09-870866-6
くまがい杏子監修によるオリジナルストーリー[44]。

## コラボレート
2019年4月20日発売の『Sho-Comi』10号では青山剛昌の『名探偵コナン』とコラボレートし、表紙では怪盗キッドと雪が描かれている。2020年6月19日発売の同誌14号では、ファッションブランドのAngelic Prettyとコラボレートし、コラボポーチが付属された。